# サイバー・エンジェルス
サイバー・エンジェルスは、NPO団体ガーディアン・エンジェルスの下部組織である。
インターネット空間において、民間の手により違法な物品の販売・違法ポルノなどを警察機関に通報する、監視や検閲を目的とした組織として設立された。現在では小学校などに出向いてインターネット安全スクールなども展開している。